# Rickinghall Superior
Rickinghall Superior – civil parish w Anglii, w Suffolk, w dystrykcie Mid Suffolk. W 2011 civil parish liczyła 719 mieszkańców. Rickinghall Superior jest wspomniana w Domesday Book (1086) jako Richinge/Richingahala.